# Ronde van Polen 2006
De Ronde van Polen 2006 (Pools: Wyścig Dookoła Polski 2006) werd gehouden van 4 september tot en met 10 september in Polen. In totaal gingen 177 renners van start, van wie er 82 de eindstreep bereikten.

## Etappe-overzicht
| etappe | datum        | start          | finish       | afstand | winnaar           | klassementsleider |
| ------ | ------------ | -------------- | ------------ | ------- | ----------------- | ----------------- |
| 1e     | 4 september  | Pultusk        | Olsztyn      | 214 km  | Max van Heeswijk  | Max van Heeswijk  |
| 2e     | 5 september  | Ostróda        | Elbląg       | 122 km  | Daniele Bennati   | Wouter Weylandt   |
| 3e     | 6 september  | Gdańsk         | Torun        | 225 km  | Fabrizio Guidi    | Fabrizio Guidi    |
| 4e     | 7 september  | Bydgoszcz      | Poznań       | 183 km  | Daniele Bennati   | Daniele Bennati   |
| 5e     | 8 september  | Legnica        | Jelenia Góra | 192 km  | Stéphane Augé     | Daniele Bennati   |
| 6e     | 9 september  | Szczawno Zdrój | Karpacz      | 162 km  | Stefan Schumacher | Stefan Schumacher |
| 7e     | 10 september | Jelenia Góra   | Karpacz      | 126 km  | Stefan Schumacher | Stefan Schumacher |

## Klassementsleiders
| Etappe    | Algemeen          | Punten           | Berg             | Sprint         | Ploegen           |
| 1         | Max van Heeswijk  | Max van Heeswijk | —                | Marcin Osiński | Discovery Channel |
| 2         | Wouter Weylandt   | Wouter Weylandt  | Sven Krauß       | Marcin Osiński | Discovery Channel |
| 3         | Fabrizio Guidi    | Wouter Weylandt  | Sven Krauß       | Marcin Osiński | Discovery Channel |
| 4         | Daniele Bennati   | Wouter Weylandt  | Sven Krauß       | Marcin Osiński | Discovery Channel |
| 5         | Daniele Bennati   | Wouter Weylandt  | Aaron Olsen      | Marcin Osiński | Cofidis           |
| 6         | Stefan Schumacher | Wouter Weylandt  | Joost Posthuma   | Marcin Osiński | Crédit Agricole   |
| 7         | Stefan Schumacher | Wouter Weylandt  | Bartosz Huzarski | Marcin Osiński | Crédit Agricole   |
| Eindstand | Stefan Schumacher | Wouter Weylandt  | Bartosz Huzarski | Marcin Osiński | Crédit Agricole   |

## Etappe-uitslagen

### 1e etappe
| rang | renner                | land       | tijd       |
| ---- | --------------------- | ---------- | ---------- |
| 1    | Max van Heeswijk      | Nederland  | 5u 55' 34" |
| 2    | Fabrizio Guidi        | Italië     | + 0' 00"   |
| 3    | Wouter Weylandt       | België     | + 0' 00"   |
| 4    | Alessandro Ballan     | Italië     | + 0' 00"   |
| 5    | Jaan Kirsipuu         | Estland    | + 0' 00"   |
| 6    | Krzysztof Szczawiński | Polen      | + 0' 00"   |
| 7    | Peter Wrolich         | Oostenrijk | + 0' 00"   |
| 8    | Peter Luttenberger    | Oostenrijk | + 0' 00"   |
| 9    | Aleksandr Kolobnev    | Rusland    | + 0' 00"   |
| 10   | Luciano Pagliarini    | Brazilië   | + 0' 00"   |

### 2e etappe
| rang | renner             | land      | tijd       |
| ---- | ------------------ | --------- | ---------- |
| 1    | Daniele Bennati    | Italië    | 2u 54' 49" |
| 2    | Wouter Weylandt    | België    | + 0' 00"   |
| 3    | José Joaquín Rojas | Spanje    | + 0' 00"   |
| 4    | Aleksej Markov     | Rusland   | + 0' 00"   |
| 5    | Sébastien Hinault  | Frankrijk | + 0' 00"   |
| 6    | Koen de Kort       | Nederland | + 0' 00"   |
| 7    | Sébastien Chavanel | Frankrijk | + 0' 00"   |
| 8    | Max van Heeswijk   | Nederland | + 0' 00"   |
| 9    | Enrico Gasparotto  | Italië    | + 0' 00"   |
| 10   | Simone Cadamuro    | Italië    | + 0' 00"   |

### 3e etappe
| rang | renner             | land        | tijd       |
| ---- | ------------------ | ----------- | ---------- |
| 1    | Fabrizio Guidi     | Italië      | 5u 28' 37" |
| 2    | Daniele Bennati    | Italië      | + 0' 00"   |
| 3    | Koldo Fernández    | Spanje      | + 0' 00"   |
| 4    | Sébastien Hinault  | Frankrijk   | + 0' 00"   |
| 5    | Enrico Gasparotto  | Italië      | + 0' 00"   |
| 6    | Simone Cadamuro    | Italië      | + 0' 00"   |
| 7    | Wouter Weylandt    | België      | + 0' 00"   |
| 8    | Samuel Dumoulin    | Frankrijk   | + 0' 00"   |
| 9    | Robert Hunter      | Zuid-Afrika | + 0' 00"   |
| 10   | Sébastien Chavanel | Frankrijk   | + 0' 00"   |

### 4e etappe
| rang | renner                | land      | tijd       |
| ---- | --------------------- | --------- | ---------- |
| 1    | Daniele Bennati       | Italië    | 4u 15' 43" |
| 2    | Fabrizio Guidi        | Italië    | + 0' 00"   |
| 3    | Sébastien Chavanel    | Frankrijk | + 0' 00"   |
| 4    | Koldo Fernández       | Spanje    | + 0' 00"   |
| 5    | Jaan Kirsipuu         | Estland   | + 0' 00"   |
| 6    | Krzysztof Szczawiński | Polen     | + 0' 00"   |
| 7    | Wouter Weylandt       | België    | + 0' 00"   |
| 8    | Enrico Gasparotto     | Italië    | + 0' 00"   |
| 9    | Stefan Schumacher     | Duitsland | + 0' 00"   |
| 10   | Simone Cadamuro       | Italië    | + 0' 00"   |

### 5e etappe
| rang | renner            | land             | tijd       |
| ---- | ----------------- | ---------------- | ---------- |
| 1    | Stéphane Augé     | Frankrijk        | 4u 58' 10" |
| 2    | Aaron Olsen       | Verenigde Staten | + 0' 00"   |
| 3    | Max van Heeswijk  | Nederland        | + 0' 21"   |
| 4    | Koldo Fernández   | Spanje           | + 0' 21"   |
| 5    | Wouter Weylandt   | België           | + 0' 21"   |
| 6    | Daniele Bennati   | Italië           | + 0' 21"   |
| 7    | Enrico Gasparotto | Italië           | + 0' 21"   |
| 8    | Fabrizio Guidi    | Italië           | + 0' 21"   |
| 9    | Marek Rutkiewicz  | Polen            | + 0' 21"   |
| 10   | Jens Voigt        | Duitsland        | + 0' 21"   |

### 6e etappe
| rang | renner              | land      | tijd       |
| ---- | ------------------- | --------- | ---------- |
| 1    | Stefan Schumacher   | Duitsland | 4u 19' 39" |
| 2    | Fabian Wegmann      | Duitsland | + 0' 02"   |
| 3    | Cadel Evans         | Australië | + 0' 04"   |
| 4    | Alessandro Ballan   | Italië    | + 0' 06"   |
| 5    | Marek Rutkiewicz    | Polen     | + 0' 06"   |
| 6    | Aleksandr Kolobnev  | Rusland   | + 0' 14"   |
| 7    | Vladimir Jefimkin   | Rusland   | + 0' 14"   |
| 8    | Aleksandr Botsjarov | Rusland   | + 0' 14"   |
| 9    | Nicolas Vogondy     | Frankrijk | + 0' 18"   |
| 10   | Cristian Moreni     | Italië    | + 0' 20"   |

### 7e etappe
| rang | renner              | land      | tijd      |
| ---- | ------------------- | --------- | --------- |
| 1    | Stefan Schumacher   | Duitsland | 3u 17'08" |
| 2    | Vincenzo Nibali     | Italië    | + 0' 02"  |
| 3    | Cadel Evans         | Australië | + 0' 02"  |
| 4    | Aleksandr Botsjarov | Rusland   | + 0' 05"  |
| 5    | Przemysław Niemiec  | Polen     | + 0' 05"  |
| 6    | Alessandro Ballan   | Italië    | + 0' 05"  |
| 7    | Gorazd Štangelj     | Slovenië  | + 0' 05"  |
| 8    | Marek Rutkiewicz    | Polen     | + 0' 05"  |
| 9    | Vladimir Jefimkin   | Rusland   | + 0' 05"  |
| 10   | Aleksandr Kolobnev  | Rusland   | + 0' 05"  |

## Eindklassementen
| Plaats    | Naam                 | Ploeg                 | Tijd      |
| --------- | -------------------- | --------------------- | --------- |
| Gele trui | Stefan Schumacher    | Team Gerolsteiner     | 31u09'41" |
| 2         | Cadel Evans          | Davitamon-Lotto       | +00' 18"  |
| 3         | Alessandro Ballan    | Lampre-Fondital       | +00' 31"  |
| 4         | Marek Rutkiewicz     | Intel-Action          | z.t.      |
| 5         | Aleksandr Kolobnev   | Rabobank              | +00' 39"  |
| 6         | Aleksandr Botsjarov  | Crédit Agricole       | +00' 40"  |
| 7         | Cristian Moreni      | Cofidis               | +00' 45"  |
| 8         | Vincenzo Nibali      | Liquigas              | +00' 52"  |
| 9         | Marzio Bruseghin     | Lampre-Fondital       | +00' 56"  |
| 10        | Leonardo Bertagnolli | Cofidis               | +01' 01"  |
|           |                      |                       |           |
| 30        | Joost Posthuma       | Rabobank              | +09' 31"  |
| 58        | Wouter Weylandt      | Quick Step-Innergetic | +25' 52"  |

| Plaats      | Naam            | Ploeg                 | Punten |
| ----------- | --------------- | --------------------- | ------ |
| Groene trui | Wouter Weylandt | Quick Step-Innergetic | 81     |
| 2           | Daniele Bennati | Lampre-Fondital       | 74     |
| 3           | Fabrizio Guidi  | Phonak                | 71     |

| Plaats    | Naam             | Ploeg           | Punten |
| --------- | ---------------- | --------------- | ------ |
| Roze trui | Bartosz Huzarski | Intel-Action    | 50     |
| 2         | Joost Posthuma   | Rabobank        | 37     |
| 3         | Marzio Bruseghin | Lampre-Fondital | 31     |

| Plaats    | Naam           | Ploeg                 | Punten |
| --------- | -------------- | --------------------- | ------ |
| Rode trui | Marcin Osinski | Intel-Action          | 15     |
| 2         | Guido Trenti   | Quick Step-Innergetic | 6      |
| 3         | Sven Krauss    | Team Gerolsteiner     | 5      |

| Plaats | Ploeg                            | Tijd      |
| ------ | -------------------------------- | --------- |
|        | Crédit Agricole                  | 93u31'22" |
| 2      | Cofidis, Le Credit Par Telephone | +01' 56"  |
| 3      | Caisse d'Epargne-Illes Balears   | +04' 12"  |

Mannen: 1928 · 
1929 · 
1930-1932 · 
1933 · 
1934-1936 · 
1937 · 
1938 · 
1939 · 
1940-1946 · 
1947 · 
1948 · 
1949 · 
1950-1951 · 
1952 · 
1953 · 
1954 · 
1955 · 
1956 · 
1957 · 
1958 · 
1959 · 
1960 · 
1961 · 
1962 · 
1963 · 
1964 · 
1965 · 
1966 · 
1967 · 
1968 · 
1969 · 
1970 · 
1971 · 
1972 · 
1973 · 
1974 · 
1975 · 
1976 · 
1977 · 
1978 · 
1979 · 
1980 · 
1981 · 
1982 · 
1983 · 
1984 · 
1985 · 
1986 · 
1987 · 
1988 · 
1989 · 
1990 · 
1991 · 
1992 · 
1993 · 
1994 · 
1995 · 
1996 · 
1997 · 
1998 · 
1999 · 
2000 · 
2001 · 
2002 · 
2003 · 
2004 · 
2005 · 
2006 · 
2007 · 
2008 · 
2009 ·
2010 ·
2011 ·
2012 ·
2013 ·
2014 ·
2015 ·
2016 ·
2017 ·
2018 ·
2019 ·
2020 · 2021 · 2022 · 2023 · 2024
Vrouwen: 1998 · 1999 · 2000 · 2001 · 2002 · 2003 · 2004 · 2005 · 2006 · 2007 · 2008 · 2009-2015 · 2016 · 2017-2023 · 2024 · 2025
 Parijs-Nice · 
 Tirreno-Adriatico · 
 Milaan-San Remo · 
 Ronde van Vlaanderen · 
 Gent-Wevelgem · 
 Ronde van het Baskenland · 
 Parijs-Roubaix · 
 Amstel Gold Race · 
 Waalse Pijl · 
 Luik-Bastenaken-Luik · 
 Ronde van Romandië · 
 Ronde van Catalonië · 
 Ronde van Italië · 
 Critérium du Dauphiné Libéré · 
 Ronde van Zwitserland · 
 Ploegentijdrit Eindhoven · 
 Ronde van Frankrijk · 
 Vattenfall Cyclassics · 
 Ronde van Duitsland · 
 Clásica San Sebastián · 
  ENECO Tour · 
 Ronde van Spanje · 
 GP Ouest-France-Plouay · 
 Ronde van Polen · 
 Kampioenschap van Zürich · 
 Parijs-Tours · 
 Ronde van Lombardije